# Golčův Jeníkov
Golčův Jeníkov là một thị trấn thuộc huyện Havlíčkův Brod, vùng Vysočina, Cộng hòa Séc.